# Antônio José Caiado
Antônio José Caiado (província de Goiás, 1825 — Cidade de Goiás, 8 de agosto de 1899) foi um proprietário rural, comerciante e político brasileiro.

## Biografia
Filiou-se ao Partido Liberal do Império (PLIB) sendo um de seus fundadores. Foi um dos fundadores do Centro Libertador de Goiás e do jornal “O Libertador”, em 1885. Foi também membro da diretoria do Centro Republicano, baluarte do clã dos Bulhões e nele presente desde as primeiras lutas partidárias.
Foi comandante superior da Guarda Nacional de Goiás. Com seu apoio, os dominicanos, com frei Gil Villeneuve, iniciaram a obra apostólica no Araguaia (1883-1884). Embora denominado um abolicionista, só libertou seus escravos em 1887.
Foi primeiro vice-presidente da província de Goiás, de 17 de julho de 1892 a 18 de julho de 1895, tendo participado da constituinte estadual de 1891. Foi presidente de Goiás em 1883, 1884 e de 1892 a 1893. Foi também deputado estadual em Goiás. Exerceu o mandato de senador pelo Estado de Goiás no período de 15 de maio de 1896 a 4 de maio de 1897, tendo ocupado a vaga de Silva Canedo. Foi reeleito em 1897 para um mandato de nove anos. É avô do senador Antônio Ramos Caiado, bisavô do senador Emival Caiado e trisavô do atual governador de Goiás, Ronaldo Caiado.